# 七里园街道
七里园街道，是中华人民共和国河南省南阳市卧龙区下辖的一个乡镇级行政单位。原为七里园乡，2023年撤乡设街道。行政区划代码改为411303011。 

## 行政区划
七里园街道下辖以下地区：
边庄村、达士营村、白塔村、大屯村、冯楼村、大寨村、大庄村、雷庄村、大刘村、独山村和赵王村。